# Giovanni Bittante
Giovanni Bittante (Vicenza, 1633 – Castelfranco Veneto, 1678) è stato un pittore, stuccatore e decoratore italiano.

## Biografia e opere
Nato nel 1633 circa a Vicenza, trovò ispirazione ed esempio nell'opera di Francesco Maffei dal quale imparò un linguaggio pittorico basato sul controllo del chiaroscuro e sull'uso attento dei timbri cromatici. La critica lo ascrive al movimento dei tenebrosi. Nella sua città natale trovò nei nobili Valmarana dei preziosi mecenati per i quali eseguì numerosi ritratti, pochi dei quali sopravvissuti. Una sua pala d'altare è presente nell'Oratorio di San Nicola da Tolentino in Contrà Busa San Michele dedicata a sant'Antonio di Padova.
Esempi della sua pittura sacra si trovano in altre città del Veneto. La pala Cristo, Saulo e la tragedia della Croce è ospitata nel Duomo di Castelfranco Veneto; nella stessa città la tela San Filippo Benizi arricchisce la chiesa di San Giacomo, mentre quella di Davide con la testa di Golia sembrerebbe fosse collocata nell'oratorio delle Quaranta Ore dedicato ai santi Girolamo e Filippo Neri, abbattuto però nel 1818.
Lavorò anche a Venezia per le nobili famiglie Morosini e Dente. Per quest'ultima realizzò gli stucchi della loro dimora di campagna di Zero Branco, nel Trevigiano, oggi Villa Guidini.
Oltre che pittore, era un appassionato di ballo da qui il soprannome il Ballerino. Per seguire questa passione e perfezionarne la sua tecnica, si trasferì a Castelfranco dove, in seguito, apri sia una scuola di ballo sia una di pittura: Melchiorre Melchiori fu suo allievo.